# Guerre civile de Byzance (1373-1381)
Dernière des quatre guerres civiles du XIVe siècle
La guerre civile de Byzance (1373-1381) fut la quatrième et dernière des guerres civiles qui eurent lieu dans l’Empire byzantin au cours du XIVe siècle. Elle opposa d’abord Jean V Paléologue à son fils Andronic IV et débuta en 1373 lorsque le jeune Andronic tenta de renverser son père. Cette première tentative échoua, mais une deuxième avec l’aide des Génois, réussit et lui permit de s’emparer de Constantinople, de faire arrêter et emprisonner Jean V en 1376. Trois ans plus tard cependant Jean V parvenait à s’enfuir et, avec l’aide des Ottomans, à regagner son trône. En théorie, cette guerre civile prit fin par la conclusion d’une entente entre Jean V et Jean VII en 1381, Andronic IV étant décédé entretemps. En réalité, elle se poursuivra sous forme d’une lutte larvée de la part de Jean VII pour reprendre le trône jusqu’à ce que le maréchal Boucicault, envoyé par Charles VI de France, parvienne à réconcilier Jean VII et Manuel II Paléologue en 1399.
Cette dernière guerre civile affaiblit encore plus un empire chancelant géographiquement, politiquement et économiquement. Les premiers bénéficiaires en sont les Turcs dont les Byzantins deviennent les vassaux. En reprenant Gallipoli, les Ottomans réunissent les territoires dont ils s’étaient emparés en Europe à ceux de l’Asie mineure. L’ile de Ténédos qui avait été une des causes du conflit fit l’objet d’une entente entre Venise et Gênes : ses fortifications furent rasées, l’ile dépeuplée et transformée en un territoire neutre.

## Contexte historique
Une première guerre civile avait opposé de  1321 à 1328 l’empereur byzantin Andronic II Paléologue (r. 1282-1328) à son petit-fils Andronic III (r. 1328-1341). Elle devait se terminer par la victoire d’Andronic III qui força son grand-père à abdiquer en sa faveur. Une deuxième guerre, de 1341 à 1347 avait, lors du décès de l’empereur Andronic III, opposé les partisans du régent désigné, Jean VI Cantacuzène (r. 1347-1354), et les tuteurs du jeune Jean V Paléologue : l’impératrice douairière Anne de Savoie, le patriarche de Constantinople Jean XIV Kalékas et le mega dux Alexis Apokaukos. Cette deuxième guerre devait se terminer par un accord selon lequel Jean VI devait régner pendant une période de dix ans à titre d’empereur principal et de régent, puis partager le pouvoir avec Jean V à la majorité de ce dernier.
Une troisième guerre s’était terminée par le retrait de Jean VI Cantacuzène et la victoire de Jean V qui demeurait seul empereur; le fils de Jean VI, Mathieu, fut alors autorisé à se retirer en Morée. Cette guerre permit aux Turcs ottomans de prendre pied en Europe. Ruiné par les guerres civiles, réduit à sa capitale et à ses environs immédiats, l’empire byzantin avait perdu la maitrise du commerce en Méditerranée, celui-ci étant aux mains des républiques italiennes de Venise et de Gênes qui se disputaient l’accès des détroits donnant accès à la mer Noire.

## Les premières années: 1354-1373
Jean V Paléologue avait épousé en 1347 Hélène Cantacuzène (1333-1396), fille de Jean VI Cantacuzène et d'Irène Asanina. Ils eurent comme enfants :
- Andronic IV Paléologue (1348-1385) qui épousera Marie Karatsa de Bulgarie; de cette union naitra le futur Jean VII.

- Irène (1349-1363), mariée à Halil de Bithynie (mort en 1362), un cousin turc.

- Manuel II Paléologue (1350-1425).

- Théodore Ier Paléologue, despote de Morée (1351-1407).

- Michel.

- Marie.

- fille anonyme épouse Francesco II Gattilusio ?

ainsi qu’un fils illégitime :
- Manuel.

Devenu seul empereur en 1354 à l’âge de vingt-trois ans, Jean V avait déjà été couronné en 1341 et son règne sera l’un des plus longs de l’Empire byzantin même si l’on exclut les périodes où le pouvoir lui fut ravi par son fils Andronic IV (1376-1379) et plus tard par son petit-fils Jean VII (r. 1390; régent 1399-1403). Réalisant que l’avancée des Ottomans semblait inéluctable, il pratiqua une politique visant à se concilier ceux-ci, tout en cherchant en Occident des appuis qui puissent ralentir, voire arrêter leur avance,. Peu après avoir conquis Gallipoli en 1354, Soliman, le fils d’Orkhan, commençait en effet à conquérur des territoires en Europe.
Quelques mois après son arrivée au pouvoir, Jean V s’assurait des services d’un corsaire génois, Francesco Gattilusio, en retour de la main de sa sœur  Marie, laquelle lui apportait à titre de dot l’ile de Lesbos (capitale Mytilène), la plus grande des iles encore entre les mains des Byzantins. La même année, l’empereur cédait officiellement l’ile de Chios aux Génois, leur abandonnant ainsi le lucratif commerce du mastic et de l’alun. Comme d’autres membres influents de sa cour, il était convaincu que seule une alliance des puissances chrétiennes sous la direction du pape pouvait encore freiner l’avance turque et il était disposé à reprendre le dialogue sur l’union des Églises pour y arriver. Dans la demande qu’il adressait à Innocent VI (r. 1352-1362) en décembre 1355, il stipulait que son fils ainé et héritier présomptif, Andronic, recevrait une formation poussée en langue et littérature latine, alors que son second fils, Manuel, serait envoyé comme otage à Avignon où il demeurerait et serait marié selon la volonté du pape si lui-même ne respectait pas ses engagements,. En 1359, les troupes ottomanes arrivaient devant les murailles de Constantinople. Épuisé par les guerres civiles précédentes, l’Empire byzantin n’avait plus les forces nécessaires pour résister : Didymotique tomba en 1361, puis quelques mois plus tard, Andrinople. En 1362, Mourad Ier, le premier Ottoman à porter le titre de sultan, succédait à son père Orkhan, mais à la différence de celui-ci, il visait non seulement les provinces de l’Empire byzantin, mais également les pays slaves du sud .

## Premier conflit: 1370

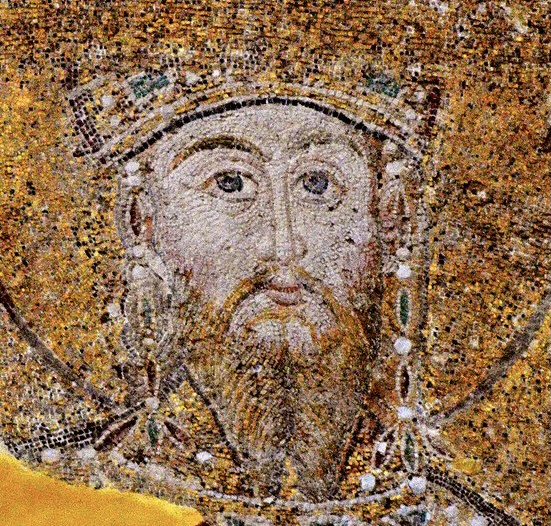
Mosaïque de Hagia Sophia représentant l’empereur Jean V (restaurée et corrigée numériquement).

Lorsque le conflit éclata, la discorde s’était installée entre Andronic et son père depuis plusieurs années. Alors que Jean VI Cantacuzène avait activement recherché l’appui des Turcs, Jean V pratiqua une politique de rapprochement avec les puissances d'Europe occidentale et en particulier favorable au pape dont il espérait encore qu’il puisse réunir une croisade dirigée contre ses ennemis. Mais les puissances européennes ne se préoccupaient pas du sort de Byzance : le seul résultat de la lettre qu’il avait envoyée à Innocent VI fut l’arrivée d’un légat, Pierre Thomas, en 1357 dont le but était de recevoir la soumission, sinon de l’Église orthodoxe, du moins celle de l’empereur au Saint-Siège. Ni les efforts du légat pour l’Orient en vue d’organiser une Sainte-Ligue, ni la croisade organisée par le roi de Chypre Pierre Ier, dirigée de toute façon vers Alexandrie, n’affectèrent l’avancée des Turcs. Quant au roi de Hongrie Louis Ier  ses forces étaient dirigées contre les Bulgares. La seule intervention d’importance fut celle du cousin de Jean V, Amédée de Savoie qui organisa sa propre expédition, laquelle avec l’aide de Francisco Gattilusio parvint à reprendre Gallipoli aux Turcs en 1366. Au printemps suivant, Amédée dut organiser une nouvelle expédition, contre les Bulgares cette fois, ceux-ci ayant capturé Jean V à Vidin au retour d’une visite de l’empereur en Hongrie où il était allé demander sans succès l’aide de Louis Ier, devant même y laisser son fils Manuel en otage,,.
En 1369, l’empereur se résolut à faire le voyage de Rome pour y faire, à titre personnel, sa soumission au pape. Il confia la régence à son fils Andronic qui gouvernerait Constantinople et la région, ainsi qu’à Manuel installé à Thessalonique. Il était accompagné de Demetrios Kydonès, ancien premier ministre de Jean VI et admirateur de la civilisation latine, de son beau-frère Francesco Gattilusio et d’autres personnes favorables à l’union des Églises; la délégation par contre ne comprenait aucun représentant de l’Église orthodoxe ou du peuple de Constantinople,.
L’empereur devait demeurer cinq mois à Rome. À la suite de quoi il se dirigea vers Venise qui exigeait toujours le remboursement des dommages subis à Constantinople en 1296. À cela s’ajoutait le prêt de 30 000 ducats consenti à Anne de Savoie  en 1343 pour lequel elle avait déposé en gage les joyaux de la couronne,,.
Après d’âpres marchandages, un nouveau traité (le précédent avait expiré en 1368) fut conclu aux termes duquel les Vénitiens acceptaient non seulement de rendre les bijoux de la couronne, mais fournissaient à l’empereur six navires de guerre et une somme de 25 000 ducats. En échange, l’empereur s’engageait à leur livrer l’ile de Ténédos à l’entrée de l’Hellespont qu’ils convoitaient depuis longtemps,.
Probablement sous l’influence des Génois, Andronic IV refusa de livrer l’ile aux Vénitiens. Jean V se trouvait en mauvaise posture n’ayant pas les finances nécessaires pour continuer son voyage et se trouvant, de facto, prisonnier du doge. Il écrivit alors à Andronic lui suggérant de vendre quelques objets précieux de l’Église orthodoxe pour qu’il puisse rentrer à Constantinople. Andronic, conscient de l’hostilité qu’un tel geste lui vaudrait de la part de l’Église et de la population s’y refusa. Ce fut Manuel qui, parti de Thessalonique en plein hiver, put fournir les garanties nécessaires demeurant quelques mois comme otage à Venise pendant que son père rentrait à Constantinople en octobre 1371 après une absence de deux ans. Si l'empereur revenait humilié de ce voyage, aucun résultat positif n'en résultait pour l’empire,.
Pendant son absence, un envoyé du sultan Mourad s’était présenté à Constantinople pour réclamer le retour de Gallipoli. Kydonès rentré de Rome peu avant l’empereur écrivit alors un vibrant appel contre un tel abandon, plaidant plutôt pour une alliance avec la Serbie contre les Turcs. Andronic semblait pencher pour le statu quo : tant que Byzance conservait Gallipoli, il était difficile pour les Turcs de passer en Europe. C’était sans compter sur la détermination de Mourad Ier. Après le désastre de Tchernomen en septembre 1371, les princes serbes furent réduits à l’état de vassaux, devant payer tribut aux Turcs et combattre à leurs côtés,.
Jean V était rentré à Constantinople un mois après la défaite de Tchernomen. La confusion régnait alors dans la capitale. Nombre de notables, dont certains étaient partisans des Cantacuzène, furent arrêtés. Andronic tomba en disgrâce. Manuel pour sa part, non seulement conserva son apanage, mais ayant réquisitionné une partie des propriétés foncières de l’Église, réussit à reprendre Serrès en novembre.
Abandonné par l’Occident, Jean V se résolut à ce qui semblait maintenant inévitable. Des négociations commencèrent probablement vers la fin de 1372 et durèrent environ deux mois au terme desquels, l’empereur signa un traité avec le sultan qui faisait de lui et de son empire un vassal des Turcs, tout comme avait dû s'y résoudre le tsar bulgare quelque temps auparavant,.

## Révolte d’Andronic IV: 1373

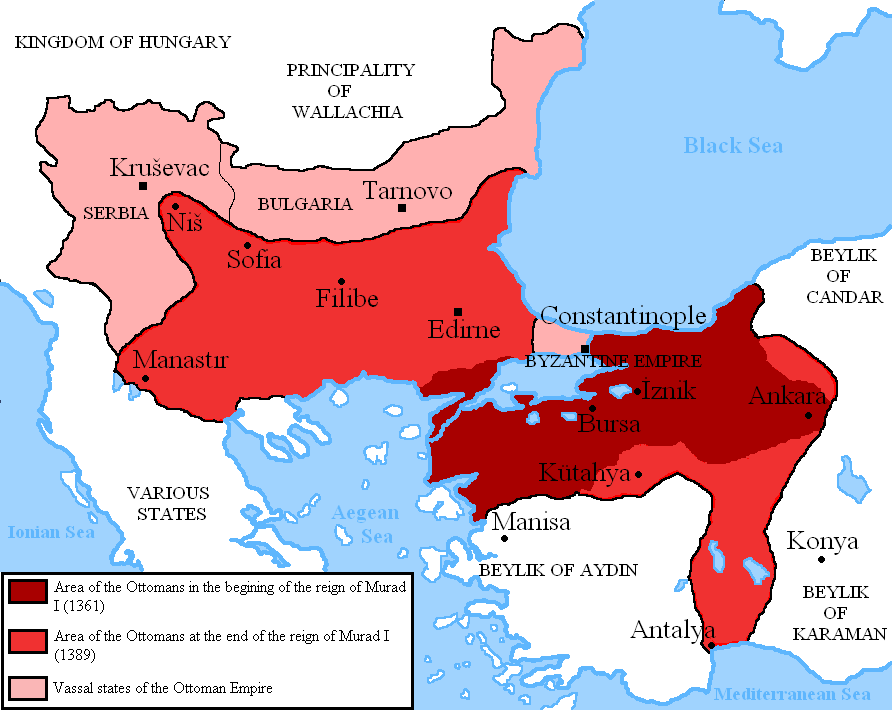
Les conquêtes de Mourad Ier.

Dès le début de 1373, Jean V dut à ce titre accompagner Mourad en Asie mineure. Surmontant l’hostilité qui existait désormais entre lui et son fils, il confia à nouveau la régence à Andronic ; une fois son père parti, Andronic entra en rébellion. Or Mourad avait aussi un fils, Sandži Celebi qui ne partageait pas les opinions de son père. Les deux jeunes gens firent alliance au début mai, mais celle-ci devait être de courte durée, leur père respectif ayant le dessus. Andronic dut se soumettre à la fin du même mois alors que Sandži Celbi résista jusqu’en septembre ,.
Mourad fit crever les yeux de son fils d’une façon si atroce que le jeune homme en mourut et exigea que Jean V réserve le même traitement à Andronic et au fils de celui-ci, Jean. Se refusant à une telle cruauté, Jean V sembla accepter, mais fit effectuer l’opération de façon telle que l’aveuglement du premier ne fut que partiel et à peine pratiqué pour le deuxième. De plus, Andronic fut déshérité et, en septembre 1373, son frère Manuel fut rappelé de Thessalonique, couronné comme coempereur et désigné comme héritier présomptif,.

## Usurpation d’Andronic: 1376-1379

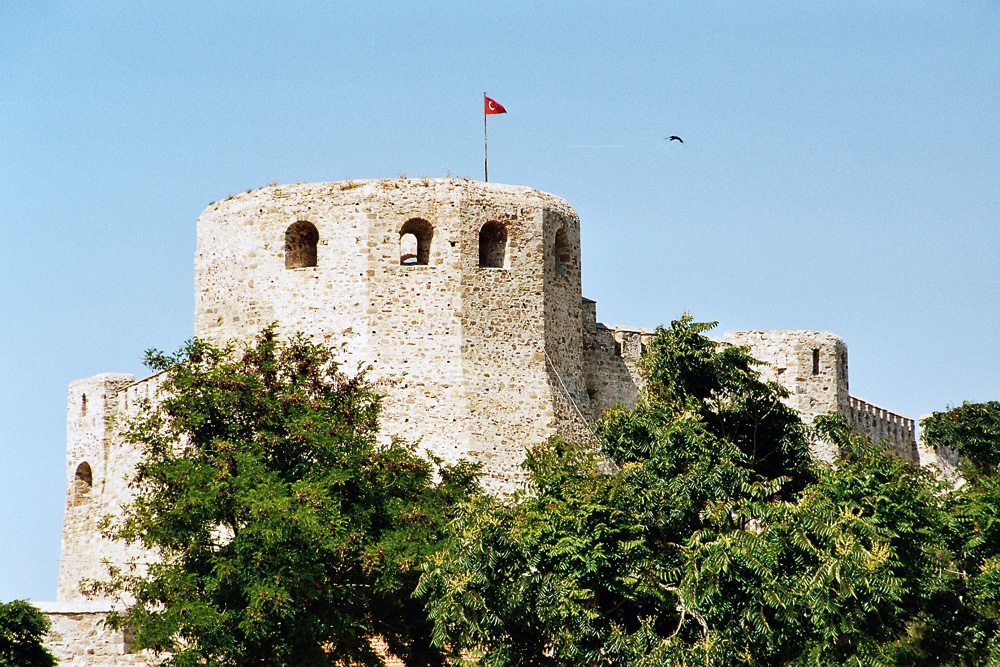
Forteresse vénitienne sur l’ile de Ténédos.

Jean V ayant promis de céder l’ile de Ténédos aux Vénitiens en 1370, une délégation se présenta à Constantinople en 1376 pour ratifier l’entente. Installés dans leur colonie à Galata, de l’autre côté de la Corne d’Or, les Génois furent informés de ce projet de cession. Ténédos qui contrôlait l’entrée des détroits était trop importante pour qu’ils assistent à cette reddition sans réagir.
Ils parvinrent à organiser l’évasion d’Andronic IV qui, de Galata, prit contact avec Mourad Ier. Avec l’aide de forces mises à sa disposition par le sultan, il assiégea Constantinople, parvint à entrer dans la ville le 12 aout 1376 et à faire arrêter son père ainsi que ses deux frères, Manuel et Théodore. Il put alors remettre l’ile aux Génois,,.
L’année suivante, après avoir nommé un patriarche de son choix, Andronic IV se fit couronner empereur le 18 octobre 1377, son jeune fils devenant coempereur sous le nom de Jean VII,.
Génois et Turcs de leur côté entendaient bien se faire payer pour leurs services.
Les Génois espéraient obtenir l’ile de Ténédos en paiement de leur alliance. Ils envoyèrent une expédition en prendre possession, mais le gouverneur de l’ile, fidèle de Jean V, appela à son secours les Vénitiens qui vinrent occuper l’ile,. Ce devait être le point de départ d’une confrontation entre Gênes et Venise qui, partie de Ténédos, se déplaça dans les eaux italiennes et devait perdurer jusqu’en 1381.
Les Ottomans pour leur part exigeaient la restitution de Gallipoli. Andronic dut accepter, s’engageant en même temps à augmenter le tribut qu’il leur versait et à assurer la protection des Turcs vivant à Constantinople. Après dix années d’occupation byzantine, Gallipoli redevenait turque et facilitait le contrôle de leurs conquêtes en Thrace et Macédoine,.
Pendant trois ans Andronic IV et Jean VII règnent à Constantinople pendant que Jean V et Manuel demeuraient captifs dans la prison d’Anémas. En juin 1379, peut- être grâce à l’aide des Vénitiens, Jean V et ses fils réussirent à s’évader et à se rendre à la cour de Mourad Ier, lequel heureux d’encourager la mésentente entre membres de la famille impériale, conclut une nouvelle entente avec eux. Non seulement, s’il retrouvait son trône Jean V augmenterait-il la somme versée comme tribut et mettrait-il des troupes de réserve à la disposition du sultan, mais il lui livrerait même la dernière ville encore aux mains de Byzance en Asie mineure, Philadelphie,,.
De leur côté, les Vénitiens qui voulaient voir disparaitre Andronic prêtèrent les bateaux si bien que le 1er juillet 1379, à la tête de forces turques, Jean V et Manuel purent faire leur entrée dans la ville.

## Dernier conflit  et règlement: 1379 et 1381

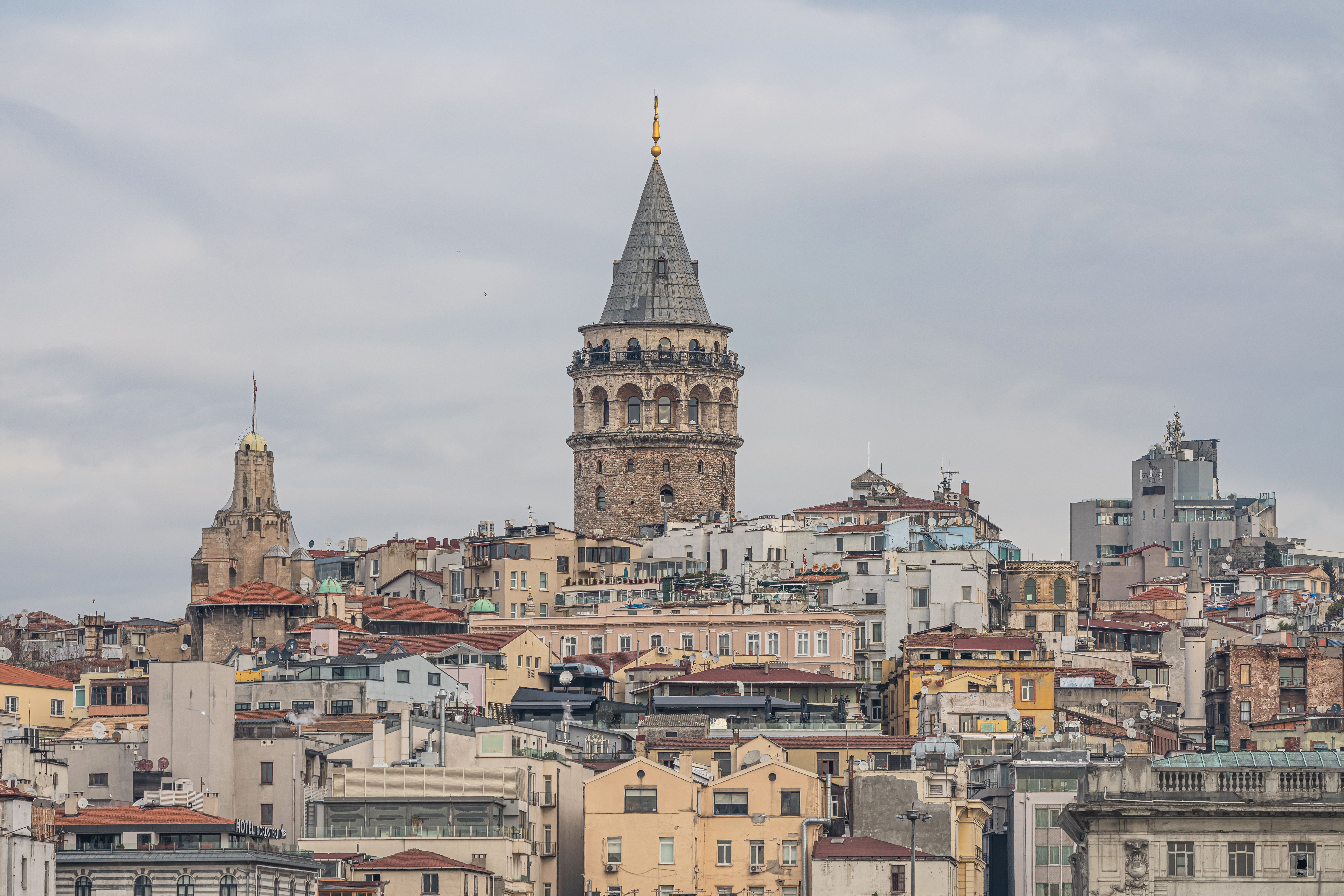
Une vue de Galata (aujourd’hui Karaköy) avec la tour de Galata (1348) au sommet des murs de la citadelle médiévale génoise en grande partie démolis au XIX.

Andronic IV avait toutefois réussi pendant le siège à quitter la ville et à trouver refuge à Galata, emmenant avec lui sa mère, l’impératrice Hélène et ses sœurs, ainsi que leur père, Jean VI Cantacuzène,. Pendant toute une année la guerre civile se poursuivit des deux côtés de la Corne d’Or : Jean V soutenu par les Turcs et les Vénitiens à Constantinople, Andronic IV et les Génois à Galata .
Finalement, en 1381, la paix fut conclue à la fois entre Vénitiens et Génois ainsi qu’au sein de la famille Paléologue. Jean V demeurait empereur à Constantinople. Andronic était pardonné, gardait son titre d’empereur et se voyait donné comme apanage Selymbria en Thrace, seule possession byzantine restant dans les environs de Constantinople; son fils, Jean VII, demeurait son successeur. Quant à Manuel, celui qui était resté fidèle à Jean V depuis le début du conflit et qui pour prix de sa loyauté se voyait annuler la succession promise huit ans auparavant, il regagna Thessalonique dont il avait été le gouverneur, s’autoproclama empereur et fit de la ville un centre de résistance contre les Turcs,,. Après quelques succès, la situation s’enlisa; la désillusion s’empara de la population, si bien qu’en 1387 Manuel devra quitter la ville pour tenter de trouver refuge à Lesbos dont Francesco Gattilusio lui refusera l’accès. Contacté par une ambassade turque, probablement à Ténédos, il acceptera de rencontrer le sultan. Celui-ci le recevra courtoisement et le pressera de retourner à Constantinople pour y faire la paix avec son père, lequel toutefois l’exilera à Lemnos.
De leurs côtés, Vénitiens et Génois, épuisés par cette guerre qui s’était étendue jusqu’au lagon vénitien, acceptèrent la médiation du comte Amédée de Savoie. Le traité qu’ils signèrent assurait la liberté du commerce en Méditerranée pour les deux anciens adversaires. Quant à l’ile de Ténédos, à l’origine du conflit, elle était déclarée territoire neutre, ses fortifications rasées et sa population transférée dans les iles de Crète et d’Eubée. Enfin, les deux s’engageaient à faire tout en leur pouvoir pour ramener l’Empire byzantin dans le giron de Rome,.
Le seul gain que fit la famille Paléologue dans ce conflit fut la Morée où régnait depuis 1349 Manuel Cantacuzène. Ce dernier mourut sans descendance en avril 1380. Son frère, Mathieu, le remplaça quelques mois. Jean V décida alors d’y désigner comme despote son dernier fils, Théodore Paléologue, le seul à ne pas avoir reçu d’apanage. Avant de pouvoir prendre possession de ce territoire, Théodore dut pendant deux ans lutter contre un des fils de Mathieu Cantacuzène, lequel avec l’aide des Turcs et des princes francs de Grèce, tenta de conserver l’héritage familial,.
Quant au vieil empereur Jean VI Cantacuzène devenu moine, il devait décider de quitter l’atmosphère trouble de Constantinople pour celle plus paisible de Mistra où il s’éteignit le 15 juin 1383.

## Dernière révolte et réconciliation: 1390, 1399

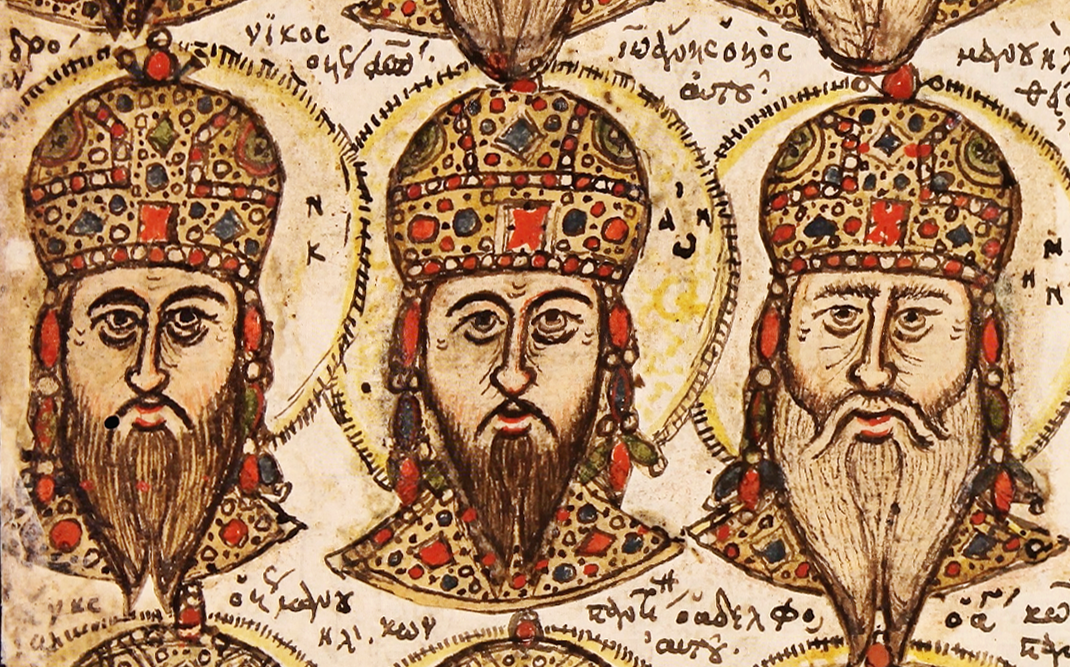
Les empereurs Andronic IV, Jean VII et Manuel II d’après un codex du XV, l’Histoire de Jean Zonaras.

Le sultan Mourad Ier devait mourir lors de la bataille de Kosovo; il fut immédiatement remplacé par son fils Bayezid Ier (r. 1389-1402). À ce moment, Jean VII était à Gènes tentant d’obtenir des appuis pour une nouvelle insurrection. Retournant rapidement à Constantinople, il réussit grâce aux forces mises à sa disposition par le sultan à entrer dans la capitale le 13 avril 1390 et à renverser à nouveau Jean V. Ce dernier, après avoir appelé son fidèle Manuel à son secours, réussit à se barricader dans la forteresse de la Porte d’Or. Manuel pendant ce temps avait obtenu l’aide des chevaliers de Saint-Jean-de-Jérusalem et après quelques semaines de combat, réussit le 17 septembre à délivrer son père de sa fâcheuse situation. Jean VII perdait ainsi le pouvoir après un peu plus de cinq mois de règne; Jean V et Manuel quant à eux étaient enfin réconciliés,.
Jean V devait mourir le 16 février 1391. Manuel était alors otage au camp du sultan qui venait de s’emparer de Philadelphie, dernière cité byzantine d’Asie mineure. Craignant que l’imprévisible sultan ne se prononce en faveur de Jean VII plus susceptible de se plier à ses volontés, il se glissa alors hors du camp et parvint à se rendre à Constantinople où il fut accueilli avec enthousiasme,,.
Fuyant Constantinople, Jean VII se réfugia d’abord chez Bajezid qui lui donna en apanage la ville de Selymbria avant de se rendre, semble-t-il, en Italie. Avec les années, la situation avait changé en Occident où on réalisait maintenant le danger que représentait l’avancée turque. Charles VI de France envoya même une force armée en 1399 sous les ordres du maréchal Boucicault. Ce dernier devait être l’instrument de la réconciliation entre Manuel II et Jean VII. Si bien qu’en décembre de la même année, lorsque Manuel décida de partir pour la France avec le maréchal, il nomma Jean régent en son absence, lui promettant de lui donner Thessalonique en apanage à son retour (même si la ville était encore aux mains des Turcs),.
Pendant les quatre années qu’il passera comme régent, profitant de la défaite des Turcs à Ankara en 1402, il parvint à négocier avec le fils du sultan le retour de cette ville et de territoires de Thrace et de Macédoine à l’Empire byzantin. Fidèle à sa parole, il redonna ensuite le pouvoir à Manuel II lors de son retour en 1403 et partit pour Thessalonique retrouvée. C’est là qu’il régnera comme « empereur de la Thessalie » jusqu’à sa mort en 1408. Il ne laissa alors aucune descendance, son fils Andronic V Paléologue, associé au trône par son père lors de leur arrivée à Thessalonique, étant mort durant son règne à l’âge de sept ans.